# Шульт, Юрген
Юрген Шульт (нем. Jürgen Schult; род. 1960) — немецкий легкоатлет, который специализировался в метании диска. Олимпийский чемпион 1988 года и серебряный призёр олимпийских игр 1992 года. Чемпион мира 1987 года и чемпион Европы 1990 года. Рекордсмен мира с июня 1986 по 2024 год с результатом 74,08 м (результат улучшил Миколас Алекна, минувший диск на 74,35 м).
Смог отобраться на Олимпиаду в Лос-Анджелес, однако в связи с бойкотом не смог принять в ней участие. Выступал на Олимпиаде 1996 года, где занял 6-е место. На олимпийских играх 2000 года занял 8-е место.
Работал тренером сборной Германии по метанию диска до 2011 года.